# Mustafa I.
Mustafa I. (24. června 1591 – 20. ledna 1639), nazývaný Svatý Mustafa (Veli Mustafa) během své druhé vlády a často nazývaný Blázen Mustafa (Deli Mustafa) moderními historiky, byl sultánem Osmanské říše; poprvé v letech 1617–18, podruhé 1622–23. Byl synem sultána Mehmeda III. a jeho manželky Halime Sultan.

## Mládí
Mustafa se narodil v paláci v Manise jako mladší bratr sultána Ahmeda I. Jeho matkou byla Halime Sultan, abchazská konkubína.
Do roku 1603 bylo běžné, že vládnoucí osmanský sultán popravil své bratry (i jejich mužské potomky) krátce po usednutí na trůn (Mustafův otec Mehmed III nechal popravit devatenáct svých bratrů). Když ale v roce 1603 na trůn usedl na trůn třináctiletý Ahmed I., ušetřil tehdy svého bratra Mustafu.
Jedním z důvodů, proč Mustafa přežil bratrovu vládu, byl vliv Kösem Sultan (Ahmedova oblíbená konkubína), která tím chtěla chránit své děti před princem Osmanem, prvorozeným synem Ahmeda, kterého zplodil s jinou konkubínou. Kdyby se totiž Osman stal sultánem, chtěl by zabít své nevlastní bratry a Kösem (tento scénář se později stal skutečností, když v roce 1621 Osman II. zabil svého bratra Mehmeda). Nicméně zahraniční velvyslanci potvrdili, že Ahmed měl svého bratra Mustafu velmi rád.
Do smrti Ahmeda I. v roce 1617 žil Mustafa ve starém paláci společně se svou matkou Halime Sultan a babičkou Safiye Sultan.

## První vláda 1617-18
Ahmedova smrt způsobila dilema, které doposud v Osmanské říši nenastalo. Mnoho princů bylo připraveno na sultanát a všichni žili v hlavním paláci Topkapi. Dvorní rada vedena Šejk-ul-Islamem Esadem Efendim a Sofu Mehmedem Pašou (který zastával post velkovezíra) rozhodla usadit na trůn Mustafu místo Ahmedova syna Osmana. Sofu Mehmed Paša argumentoval tím, že Osman je příliš mladý na vládu, aniž by se ohlížel na názor lidu. Hlavní černý eunuch Mustafa Aga upozorňoval, že Mustafa má problémy s mentalitou, ale jeho názor nebyl brán v potaz. Mustafova vláda odstartovala novou éru následnictví, která platila až do zániku Osmanské říše. Poprvé v historii říše usedl na trůn bratr místo syna. Jeho matka Halime Sultan se stala Valide sultánkou, tak jak tomu bylo zvykem a měla velkou moc. Kvůli Mustafově mentální zaostalosti častokrát vystupovala a řešila problémy místo něj.
Doufalo se, že častý sociální kontakt zlepší Mustafovo psychické zdraví, ale jeho chování se neustále zhoršovalo. Sundal turbany svým vezírům a tahal je za vousy. Jiní jej zase viděli, jak hází mince ptákům a rybám, jako by to byla potrava. Osmanský historik Ibrahim Peçevi napsal: „Tato situace byla viděna mnoha státníky a obyvateli říše. Všichni pochopili, že byl psychicky narušen.“

## Sesazení
Mustafa nebyl nikdy víc než jen součást intrik v paláci Topkapi. V roce 1618, po krátké době vládnutí, byl sesazen svým mladším synovcem, Osmanem II. a byl poslán zpět do starého paláce. Konflikt mezi janičáři a Osmanem II. mu však dal druhou šanci. Po povstání janičářů, vedoucí k sesazení a zavraždění Osmana II. v roce 1622, nastoupil Mustafa znovu na trůn a vládl další rok.

## Údajná mentální labilita
Podle historika Baki Tezcana není dostatek důkazů o tom, že měl Mustafa narušenou mentalitu, když nastupoval na trůn. Mustafa údajně mnohokrát navštívil vojáky a námořní jednotky, zkoumal různé druhy zbraní a aktivně se zajímal o munici, kterou námořnictvo využívalo. Podle barona de Sancy, francouzského velvyslance, chtěl Mustafa vést výpravu proti Safíovcům a vtipkoval o přezimování v Konyi za tímto účelem.
Mimoto, někteří historici vysvětlují politický převrat jinak a nezmiňují Mustafovu neschopnost. Baron de Sancy tvrdil, že šlo jen o konspiraci vytvořenou hlavním admirálem Ali Pašou a hlavním černým eunuchem Mustafou Agou, kteří byli naštvaní, že jeden oblíbený vezír byl zbaven funkce ihned po nástupu Mustafy. Rozhodli se tedy šířil zvěsti o špatném stavu sultána, aby jej mohli dosadit zpět.

## Druhá vláda (1622-23)
Svou vládu začal Mustafa tím, že nechal popravit všechny, kteří stáli za vraždou sultána Osmana II. Hoca Ömer Efendi, vůdce povstalců, Suleiman Aga, vezír Dilaver Paša, Ahmed Paša, Baki Paša, Nasuh Aga a generál janičářů Ali Aga, byli rozsekání na kousky.
Přídomek Veli (svatý) byl užíván během této jeho vlády.
Jeho mentální zdraví však bylo nekompromisní. Mustafa byl neustále kontrolován svou matkou a zetěm Kara Davudem Pašou. Věřil tomu, že Osman II. stále žije a nechal jej hledat po celém paláci. Sám klepával na dveře a plakal, když svého synovce nemohl nikde najít. Jako vládce byl v podstatě jen hračkou a ten, kdo vládl říši, byla de facto jeho matka Halime Sultan.

## Sesazení a poslední léta života
Politická nestabilita vyústila v konflikt mezi janičáři a kavalérií, následně pak povstáním, které začalo, když se Abaza Mehmed Paša rozhodl zbrojit proti Istanbulu, aby byla pomstěna smrt Osmana II. Vláda se snažila ukončit konflikt popravení Kara Davuda Paši, ale Abaza Mehmed Paša stále pokračoval v bojích. Duchovní a nový velkovezír Kara Ali Paša přemlouvali Mustafovu matku, aby přistoupila na sesazení jejího syna. Na nabídku přistoupila, ale s podmínkou, že její syn zůstane naživu.
Jedenáctiletý Murad IV., syn Ahmeda I. a Kösem, byl jmenován sultánem v září roku 1623. Díky ústupu Halime Sultan bylo dodrženo slovo a Mustafa byl ušetřen popravy. Společně s ní odjel zpět do starého paláce.

## Smrt
Zemřel ve starém paláci dne 20. ledna 1639 a byl pochován na nádvoří Hagia Sophia.

## V populární kultuře
Postava Mustafy I. se vyskytuje v tureckém televizním seriálu Muhteşem Yüzyıl: Kösem, kde jej ztvárnili herci Cüneyt Uzunlar, Boran Kuzum a Alihan Türkdemir.